# Nederland Anders
Nederland Anders was een Nederlandse politieke partij die werd opgericht in 2004 door Fons Schirris. 
Oorspronkelijk was de naam Nederland Transparant, maar deze naam stuitte op protest van de partij Europa Transparant. De Raad van State stelde Europa Transparant in het gelijk: de naam Nederland Transparant mag niet ingeschreven staan bij de kiesraad. Om deze reden werd de naam van de nieuwe partij gewijzigd in Nederland Anders. 
Op 10 augustus 2004 heeft ook de lokale politieke partij Amsterdam Anders/De Groenen de naam Nederland Anders bij de kiesraad laten inschrijven. Hierdoor is het niet mogelijk gebleken dat de partij van Schirris onder deze naam aan de verkiezingen zal deelnemen. Daarop heeft de partij van Schirris zich uit de landelijke politiek teruggetrokken.
De aanduiding Nederland Anders door Amsterdam Anders/De Groenen is door de Kiesraad goedgekeurd.
De slogan van de partij van Schirris was Nederland Anders, de partij voor alle NederlAnders, waarbij in het woord Nederlanders de partijnaam zichtbaar is. Het woord Anders in de partijnaam verwees naar het belangrijkste programmapunt van de partij: de partij vindt dat "de politiek zoals die nu bedreven wordt in Den Haag" moet veranderen. Verder is men van mening dat Nederlanders anno 2004 te veel een "melkkoe van de overheid" zijn en dat de overheid meer ten dienste van de burgers moet staan.